# Kleines Palfelhorn
Le Kleines Palfelhorn est une montagne culminant à 2 073 mètres d'altitude dans le massif des Alpes de Berchtesgaden.

## Géographie

### Situation
Le Kleines Palfelhorn et le Großes Palfelhorn (2 222 mètres d'altitude, au sud) se situent au bout de la Wimbachtal.
Le Hochkalter s'élève au nord, le Watzmann au nord-est, le Grosser Hundstod au sud-est et la Hocheisspitze au nord-ouest.
Les Palfelhörner forment un petit chaînon avec le Seehorn (2 321 m) au sud dans la vallée du Weißbach.

## Ascension
Le Kleines Palfelhorn est réservé aux alpinistes confirmés et est rarement visité en raison de l'extrême fragilité de la roche. L'itinéraire des premiers grimpeurs — Franz von Schilcher, Johann Punz et J. Schöttl en 1885 — ne peut plus être parcouru après un glissement de terrain. À l'époque, il était considéré comme l'ascension la plus difficile des Alpes de Berchtesgaden, avec la face est du Watzmann. Georg Weiß (1877–1937), le grand pionnier du ski de Berchtesgaden, a gravi le Kleines Palfelhorn plus de 80 fois.